# Damaschin Daicoviciu
Damaschin Daicoviciu (n. 21 noiembrie 1903, 
Căvăran, comitatul Caraș-Severin - d. ?) a fost un preot militar ortodox român, fratele academicianului Constantin Daicoviciu. În anul 1948 a refuzat să preia cu forța Catedrala Greco-Catolică din Lugoj, preferând să demisioneze din funcție.

## Familia și studiile
Damaschin Daicoviciu a fost fiul învățătorului Damaschin Daicoviciu și al soției acestuia, Sofia. În anul 1928 a absolvit Institutul Teologic din Caransebeș, iar în 1930 Facultatea de Litere și Filozofie din București. În 1930 s-a căsătorit cu Cecilia Baba din Craiova.

## Cariera militară
În anul 1935 preotul Damaschin Daicoviciu a fost primit în cadrele clerului militar activ, cu gradul de preot căpitan, fiind repartizat la Regimentul nr. 11 Dorobanți „Siret”, cu garnizoana la Galați.